# Associazione Calcio Monopoli 2009-2010
Questa pagina raccoglie le informazioni riguardanti l'Associazione Calcio Monopoli nelle competizioni ufficiali della stagione 2009-2010.

## Rosa
| N. |                   | Ruolo | Calciatore             |
| -- | ----------------- | ----- | ---------------------- |
|    | Italia (bandiera) | A     | Pietro Balistreri      |
|    | Italia (bandiera) | D     | Tonino Bizzarri        |
|    | Italia (bandiera) | C     | Alberto Bonfardino     |
|    | Italia (bandiera) | D     | Maurizio Caccavale     |
|    | Italia (bandiera) | A     | Francesco Caracciolese |
|    | Italia (bandiera) | D     | Martino Ciminà         |
|    | Italia (bandiera) | D     | Francesco Colella      |
|    | Italia (bandiera) | A     | Francesco Confalone    |
|    | Italia (bandiera) | P     | Paolino Corno          |
|    | Italia (bandiera) | C     | Angelo Corsi           |
|    | Italia (bandiera) | C     | Alessandro Cortesi     |
|    | Italia (bandiera) | D     | Rosario Costantino     |
|    | Italia (bandiera) | C     | Giuseppe Curri         |
|    | Italia (bandiera) | D     | Francesco D'Angelo     |
|    | Italia (bandiera) | C     | Vincenzo Di Miceli     |
|    | Italia (bandiera) | A     | Pietro Iannazzo        |
|    | Italia (bandiera) | D     | Giuseppe Imburgia      |

| N. |                   | Ruolo | Calciatore            |
| -- | ----------------- | ----- | --------------------- |
|    | Italia (bandiera) | A     | Giuseppe Lacarra      |
|    | Italia (bandiera) | C     | Michele Lanzillotta   |
|    | Italia (bandiera) | C     | Nicola Lanzolla       |
|    | Italia (bandiera) | A     | Giovanni Lisi         |
|    | Italia (bandiera) | D     | Gianluca Loseto       |
|    | Italia (bandiera) | C     | Paolo Lucarelli       |
|    | Italia (bandiera) | A     | Mattia Mastrolilli    |
|    | Italia (bandiera) | P     | Rocco Pellegrino      |
|    | Italia (bandiera) | C     | Massimo Pollidori     |
|    | Italia (bandiera) | A     | Cosmo Daniele Recchia |
|    | Italia (bandiera) | P     | Paolo Sardella        |
|    | Italia (bandiera) | D     | Antonio Scrò          |
|    | Italia (bandiera) | D     | Mario Terracciano     |
|    | Italia (bandiera) | C     | Antonio Tranchina     |
|    | Italia (bandiera) | D     | Francesco Vinceti     |
|    | Italia (bandiera) | C     | Alessandro Volpe      |
|    | Italia (bandiera) | P     | Savino Vurchio        |